# Paroster fortisspina
Paroster fortisspina är en skalbaggsart som först beskrevs av Chris H.S. Watts och William F. Humphreys 2003.  Paroster fortisspina ingår i släktet Paroster och familjen dykare. Inga underarter finns listade i Catalogue of Life.